# Stephan Báthory von Ecsed

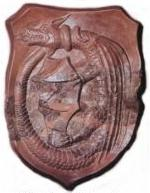
Die Abbildung zeigt einen fein bearbeiteten Marmorstein mit einer schuppigen, geflügelten Drachenschlange, die einen Wappenschild hält. Sie stammt wahrscheinlich vom Grabstein Stephan Báthorys.

Stephan Báthory von Ecsed (ungarisch: Báthori István) (* 1430; † 1493) war Woiwode von Siebenbürgen und außerdem Gerichtsherr des Landes und Mitglied des Drachenordens. 
1479 war Báthory siegreich in der Schlacht auf dem Brotfeld gegen die Türken. Von den erbeuteten Geldern begann er in seiner Heimatstadt Nyírbátor die Franziskanerkirche auszubauen und ab 1484 die eigens für die Familiengruft gedachte St.-Georgs-Kirche zu errichten. Letztere wurde im Jahre 1511 fertiggestellt.